# Ray Lumpp
Raymond George Lumpp, detto Ray (Brooklyn, 11 luglio 1923 – Mineola, 16 gennaio 2015), è stato un cestista statunitense, professionista nella BAA e nella NBA, vincitore della medaglia d'oro alle Olimpiadi di Londra del 1948.

## Carriera
Venne selezionato dagli Indianapolis Jets nel Draft BAA 1948.